# Olifántok
Az olifántok avagy mûmakok J. R. R. Tolkien könyvében, A Gyűrűk Urában szereplő lények. Elefántokra emlékeztetnek, de azoknál jóval nagyobbak. Harad szavannáin élnek, Középfölde legdélebbi vidékén, ahol az ott élő emberek időnként befogják és harcra idomítják őket (hasonlóan a karthágóiak harci elefántjaihoz).

## Szerepük a könyvben
Először A két torony című részben esik említés az olifántokról. Zsákos Frodó, Csavardi Samu és Gollam elrejtőznek egy Mordor felé masírozó haradi sereg elől, és Samu megkérdezi, Gollam lát-e olifántokat közöttük. Mivel Gollam nem tudja, miféle lények az olifántok, Samu versben felel neki.
Később Frodó és Samu találkoznak Faramir csapatával, akik lenyilaznak egy elszabadult olifántot. Samura nagyon mély benyomást tesz a hatalmas állat.
A király visszatér című részben Minas Tirith ostrománál vannak jelen olifánthajcsárok, Mordor seregeit támogatva. A rohírok lovai nem mernek a hatalmas bestiák közelébe menni.

## Szerepük a filmben
A Peter Jackson rendezte filmváltozatban közvetlenül a Faramirral való találkozás előtt szerepelnek először olifántok. A haradi seregben, melyet Frodó és Samu a bozótból figyelnek, két olifánt vonul, mikor Faramir és csapata rajtaüt a katonákon. Az egyik olifánt elszabadul, és majdnem agyontapossa Frodóékat.
Minas Tirith ostrománál az olifántok a könyvbelinél jóval nagyobb szerepet kapnak. Szemben a könyvvel, ahol a lovak félnek a mûmakoktól, itt a rohani sereg egyenesen nekilovagol az állatoknak. Éomer és Éowyn, majd Legolas is legyőz egy-egy olifántot.
A filmbeli olifántok 10-12 méteres marmagasságúak, és három pár agyaruk van: egy nagyobb pár, a mai elefántokhoz hasonlóan, a felső állkapcson, egy kicsi pár a szájzugban, és végül még egy nagyobb pár, a masztodonokhoz hasonlóan az alsó állkapcson. A filmbeli mûmakok soha nem trombitálnak, helyette mély hangon ordítanak.